# 浛洭县
浛洭县，中国古县名。
唐朝时以含洭县改名，治所在今广东省英德市西北浛洸。先后属洭州、广州、兴王府。北宋开宝五年（972年），因犯宋太祖赵匡胤名讳，避讳而改为浛光县。 